# Vafsi
Vafsi (en tati: ووسی, vowsi) és un dialecte de la llengua tati parlada al poble de Vafs i als seus voltants a Markazi província de l'Iran.

## Per a llegir més
- Yousefi, Saeed Reza. 2012. ‘Tahlil væ bærræsi-e halæt væ halæt-næmai dær væfsi dær Chârchube Nazari-e Behinegi’ [Case and Case Marking in Vafsi within the OT Framework]. M.A. Thesis. Shahid Beheshti University. Under the supervision of Mahinnaz Mirdehghan.
- Mirdehghan, Mahinnaz and Saeed Reza Yousefi. 2017. ‘Dative Case Marking in Vafsi within the OT Framework.’ In Iranian Studies, Vol. 5, No. 1, pp. 149–161. DOI: 10.1080/00210862.2015.1108720.
- Mirdehghan, Mahinnaz and Saeed Reza Yousefi. 1395/2016. ‘Hærf-e ezafenæmai-e efteraqi dær Vafsi dær čaharčub-e næzæri-e behinegi [Differential Adpositional Case Marking in Vafsi within the OT Framework].’ In Language Related Research, 7 (3), pp. 197–222, Tehran: Tarbiat Modares University.
- Donald Stilo. 2010. "Ditransitive Constructions in Vafsi: a Corpus-Based Study." In Studies in Ditransitive Constructions: A Comparative Handbook, edited by Andrej Malchukov et al. 243-276. de Gruyter.
- Stilo, Donald L. Summer - Autumn, 1981. “The Tati Language Group in the Sociolinguistic Context of Northwestern Iran and Transcaucasia.” Iranian Studies. Taylor & Francis, Ltd.
- Stilo, Donald L., and Ulrich Marzolph. 2004.Vafsi Folk Tales: Twenty Four Folk Tales in the Gurchani Dialect of Vafsi as Narrated by Ghazanfar Mahmudi and Mashdi Mahdi and Collected by Lawrence P. Elwell-Sutton. Wiesbaden: Reichert.
- Csató, Isaksson, and Jahani, trans. 2005. Linguistic Convergence and Areal Diffusion: Case Studies from Iranian Semitic and Turkic. RoutledgeCurzon.
- Stilo, Donald. 2004. "Coordination in three Western Iranian languages: Vafsi, Persian and Gilaki." Typological Studies in Language 58: 269-332.
- Stilo, Donald L. 1971. A grammar of Vafsi-Tati: An application of a transformational computer model. Unpublished PhD Dissertation, University of Michigan.
- Elwell-Sutton, Laurence Paul. 1960. The Vafsi Dialect (North-Western Persia).
- Bakhtyari, Behrooz Mahmoudi. "Vafsi Folk Tales. Wiesbaden, Ludwig Reichert Verlag, 2004, 288 p., biblio., no index.", Abstracta Iranica [En ligne], Volume 27. 2004. document 34, mis en ligne le 02 janvier 2007, consulté le 20 février 2014.